# 錫爾弗萊克 (新澤西州坎伯蘭縣)
錫爾弗萊克（英語：Silver Lake）是位於美國新澤西州坎伯蘭縣的普查規定居民點。

## 人口
根據2020年美國人口普查的數據，錫爾弗萊克的面積為3.74平方千米，當中陸地面積為3.71平方千米，而水域面積為0.03平方千米。當地共有人口1435人，而人口密度為每平方千米383.69人。